# قلعه دختر مرک
تپه قلعه دختر مرک مربوط به قرن ۷ تا ۱۰ ه.ق است و در شهرستان بیرجند، بخش مرکزی، دهستان القورات، ۱/۵ کیلومتری جنوب شرق روستای مرک واقع شده و این اثر در تاریخ ۸ بهمن ۱۳۸۵ با شمارهٔ ثبت ۱۷۰۶۹ به‌عنوان یکی از آثار ملی ایران به ثبت رسیده است.